# AFRA & INCREDIBLE BEATBOX BAND
AFRA & INCREDIBLE BEATBOX BAND（アフラアンドインクレディブルビートボックスバンド）とは日本のヒューマンビートボックス・バンド。

## メンバー
- AFRA
- 啓
- K-MOON

## 来歴
2005年、ライヴを中心に本格始動。スペイン・バルセロナで開催された世界最大規模の音楽フェスティバル〈SONAR 2005〉のステージに出演し、 11月にはイアン・ブラウンのイギリスツアーのオープニングアクトとして全英7カ所に出演した。
2006年1月には、オーストラリア最大の音楽フェスティバルである〈ビッグ・デイ・アウト〉にインターナショナルアクトとして出演。6月〈SONAR 2006〉にも再び出演。

## ディスコグラフィ

### アルバム
- 『I.B.B.』（2006年2月22日）
- 『WORLD CLASS』（2008年9月24日）

### DVD
- 『AFRA & INCREDIBLE BEATBOX BAND WORLD TOUR -BEATBOX TV-』（2006年10月25日）

## CM
- コカコーラ「KREVA＋I.B.B. in ビーチ編」 - KREVAと共演。

## TV
- MusiG 新譜リリースアーティストとしてゲスト出演後、恋愛相談コーナー相談役としても。(AFRAのみ)[要出典]

## 書籍
- TSUTAYAが発行しているフリーマガジン「VA」にてマンガ連載中。[要出典]